# Womanizer
"Womanizer" là một bài hát của ca sĩ người Mỹ Britney Spears nằm trong album phòng thu thứ sáu của cô, Circus (2008), phát hành ngày 26 tháng 9 năm 2008 bởi Jive Records như là đĩa đơn đầu tiên trích từ album. Bài hát được đồng sáng tác và sản xuất bởi Nikesha Briscoe và Rafael Akinyemi thuộc đội sản xuất The Outsyders. Trước khi ra mắt, "Womanizer" bị rò rỉ trên mạng với phiên bản chất lượng thấp khiến Spears phải thay đổi kế hoạch phát hành ban đầu để thu âm lại một số đoạn. Đây là một bản electropop sôi động kết hợp với những yếu tố của dance-pop, một phong cách được Spears khai thác từ album phòng thu trước Blackout (2007), với nội dung đề cập đến một người đàn ông sát gái dưới lời kể của nữ ca sĩ trong vai một người phụ nữ của gia đình, và thông qua từng đoạn của bài hát đã giúp cô hiểu rõ bản chất thực sự của anh ta, vốn được cho là lấy cảm hứng từ mối quan hệ của Spears với người chồng cũ của cô Kevin Federline. Ngoài ra, "Womanizer" cũng thu hút nhiều sự so sánh với một số tác phẩm trước đây của Spears, như "Toxic" (2004) và "Ooh Ooh Baby" (2007).
Sau khi phát hành, "Womanizer" nhận được những phản ứng tích cực từ các nhà phê bình âm nhạc, trong đó họ đánh giá cao phần hook, giai điệu bắt tai và ca từ mạnh mẽ. Ngoài ra, họ cũng gọi đây là một bản nhạc đột phá từ Circus, và cho rằng đây xứng đáng là sự trở lại đích thực của Spears. Bài hát còn gặt hái nhiều giải thưởng và đề cử tại những lễ trao giải lớn, bao gồm đề cử giải Grammy cho Thu âm nhạc dance xuất sắc nhất tại lễ trao giải thường niên lần thứ 52. "Womanizer" cũng tiếp nhận những thành công vượt trội về mặt thương mại, đứng đầu các bảng xếp hạng ở Brazil, Canada, Đan Mạch, Phần Lan, Pháp, Na Uy và Thụy Điển, và lọt vào top 10 ở hầu hết những quốc gia khác, bao gồm vươn đến top 5 ở Úc, Áo, Bỉ, Đức, Thụy Sĩ và Vương quốc Anh. Tại Hoa Kỳ, bài hát đạt vị trí số một trên bảng xếp hạng Billboard Hot 100, trở thành đĩa đơn quán quân thứ hai của Spears và phá vỡ kỷ lục lúc bấy giờ cho đĩa đơn có bước nhảy vọt lớn nhất lên vị trí đầu bảng, đồng thời là đĩa đơn bán chạy nhất của cô tại đây với hơn 3.5 triệu bản. Tính đến nay, "Womanizer" đã bán được hơn 7 triệu bản trên toàn cầu, trở thành một trong những đĩa đơn bán chạy nhất mọi thời đại.
Video ca nhạc cho "Womanizer" được đạo diễn bởi cộng tác viên quen thuộc của Spears Joseph Kahn, với ý tưởng như là phần tiếp theo của video ca nhạc "Toxic", trong đó nữ ca sĩ hóa thân thành một người phụ nữ cải trang thành nhiều địa vị khác nhau và theo dõi bạn trai của mình thông qua những hoạt động hằng ngày để lật tẩy bản chất lăng nhăng của anh ta. Video còn bao gồm những cảnh Spears khỏa thân trong một phòng tắm hơi, được xem là câu trả lời của cô trước những lời chỉ trích về cân nặng mất kiểm soát của cô trong nhiều năm. Video nhận được hai đề cử tại giải Video âm nhạc của MTV năm 2009 ở hạng mục Video của năm và Video Pop xuất sắc nhất, và chiến thắng giải sau. Để quảng bá bài hát, nữ nghệ sĩ đã trình diễn "Womanizer" trên nhiều chương trình truyền hình và lễ trao giải lớn, bao gồm Good Morning America, The X Factor UK và giải Bambi năm 2008, cũng như trong tất cả những chuyến lưu diễn của cô. Kể từ khi phát hành, bài hát đã được hát lại và sử dụng làm nhạc mẫu bởi nhiều nghệ sĩ khác nhau, như "Weird Al" Yankovic, Lily Allen, Franz Ferdinand, Girls Aloud và dàn diễn viên của Glee.

## Danh sách bài hát
| - Đĩa CD 1. "Womanizer" — 3:43 2. "Womanizer" (bản không lời) — 3:42 - Đĩa CD maxi 1. "Womanizer" — 3:43 2. "Womanizer" (Kaskade phối lại) — 5:31 3. "Womanizer" (Junior's Tribal Electro phối lại) — 8:47 4. "Womanizer" (bản không lời) — 3:42 5. "Womanizer" (video ca nhạc) — 3:49 - Đĩa đơn nhạc số 1. "Womanizer" — 3:43 | - Đĩa đơn nhạc số — EP 1. "Womanizer" — 3:43 2. "Womanizer" (Kaskade phối lại) — 5:32 3. "Womanizer" (Junior's Tribal Electro phối lại) — 8:47 4. "Womanizer" (bản không lời) — 3:42 - Đĩa đơn nhạc số — EP phối lại 1. "Womanizer" (Kaskade phối lại) — 5:31 2. "Womanizer" (Benny Benassi phối mở rộng) — 6:16 3. "Womanizer" (Junior's Tribal Electro phối lại) — 8:47 4. "Womanizer" (Jason Nevins Club phối) — 7:31 5. "Womanizer" (Tonal phối mở rộng) — 5:29 - Đĩa đơn nhạc số — Digital 45 1. "Womanizer" — 3:43 2. "Womanizer" (Kaskade phối lại) — 5:31 |

## Thành phần thực hiện
Thành phần thực hiện được trích từ ghi chú của Circus, Jive Records.
Thu âm và phối khí
- Thu âm tại Gleenwood Place Studios ở Burbank, California; Legacy Studios ở Thành phố New York.
- Phối khí bởi MixStar Studios ở Virginia Beach, Virginia.

Thành phần
- Giọng hát - Britney Spears
- Viết lời – Nikeshia Briscoe, Rafael Akinyemi
- Sản xuất – K. Briscoe, The Outsyders
- Kỹ sư - Tim Roberts
- Kỹ sư Pro Tools - John Hanes
- Master - Tom Coyne
- Phối khí - Serban Ghenea
- Thu âm - Bojan "Genius" Dugic, Brendan Dekora
- Hỗ trợ thu âm - Derik Lee

## Xếp hạng
| Bảng xếp hạng (2008-09)              | Vị trí cao nhất |
| ------------------------------------ | --------------- |
| Úc (ARIA)                            | 5               |
| Áo (Ö3 Austria Top 40)               | 4               |
| Bỉ (Ultratop 50 Flanders)            | 1               |
| Bỉ (Ultratop 50 Wallonia)            | 2               |
| Brazil (ABPD)                        | 1               |
| Canada (Canadian Hot 100)            | 1               |
| Cộng hòa Séc (Rádio Top 100)         | 6               |
| Đan Mạch (Tracklisten)               | 1               |
| Châu Âu (European Hot 100 Singles)   | 1               |
| Phần Lan (Suomen virallinen lista)   | 1               |
| Pháp (SNEP)                          | 1               |
| Đức (Official German Charts)         | 4               |
| Hungary (Rádiós Top 40)              | 2               |
| Ireland (IRMA)                       | 2               |
| Ý (FIMI)                             | 7               |
| Nhật Bản (Japan Hot 100)             | 7               |
| Hà Lan (Dutch Top 40)                | 21              |
| Hà Lan (Single Top 100)              | 8               |
| New Zealand (Recorded Music NZ)      | 9               |
| Na Uy (VG-lista)                     | 1               |
| Scotland (OCC)                       | 3               |
| Tây Ban Nha (PROMUSICAE)             | 8               |
| Thụy Điển (Sverigetopplistan)        | 1               |
| Thụy Sĩ (Schweizer Hitparade)        | 2               |
| Anh Quốc (OCC)                       | 3               |
| Hoa Kỳ Billboard Hot 100             | 1               |
| Hoa Kỳ Adult Pop Airplay (Billboard) | 32              |
| Hoa Kỳ Dance Club Songs (Billboard)  | 17              |
| Hoa Kỳ Pop Airplay (Billboard)       | 1               |
| Hoa Kỳ Rhythmic (Billboard)          | 21              |

| Bảng xếp hạng (2008)                 | Vị trí |
| ------------------------------------ | ------ |
| Úc (ARIA)                            | 40     |
| Úc Dance (ARIA)                      | 7      |
| Bỉ (Ultratop 50 Flanders)            | 44     |
| Bỉ (Ultratop 40 Wallonia)            | 63     |
| Canada (Canadian Hot 100)            | 65     |
| Pháp (SNEP)                          | 28     |
| Hungary (Rádiós Top 40)              | 66     |
| Ý (FIMI)                             | 42     |
| Hà Lan (Dutch Top 40)                | 181    |
| Na Uy (VG-lista)                     | 21     |
| Tây Ban Nha (PROMUSICAE)             | 40     |
| Thụy Điển (Sverigetopplistan)        | 35     |
| Thụy Sĩ (Schweizer Hitparade)        | 56     |
| Anh Quốc (Official Charts Company)   | 33     |
| Hoa Kỳ Billboard Hot 100             | 80     |
| Hoa Kỳ Mainstream Top 40 (Billboard) | 58     |
| Bảng xếp hạng (2009)                 | Vị trí |
| Úc Dance (ARIA)                      | 21     |
| Áo (Ö3 Austria Top 75)               | 45     |
| Bỉ (Ultratop 50 Flanders)            | 33     |
| Bỉ (Ultratop 40 Wallonia)            | 21     |
| Brazil (Crowley Broadcast Analysis)  | 43     |
| Canada (Canadian Hot 100)            | 36     |
| Châu Âu (European Hot 100 Singles)   | 7      |
| Pháp (SNEP)                          | 22     |
| Đức (Official German Charts)         | 100    |
| Hungary (Rádiós Top 40)              | 14     |
| Hungary (Dance Top 40)               | 116    |
| Ba Lan (ZPAV)                        | 1      |
| Thụy Điển (Sverigetopplistan)        | 93     |
| Thụy Sĩ (Schweizer Hitparade)        | 57     |
| Anh Quốc (Official Charts Company)   | 118    |
| Hoa Kỳ Billboard Hot 100             | 39     |
| Hoa Kỳ Mainstream Top 40 (Billboard) | 26     |

## Chứng nhận
| Quốc gia | Chứng nhận  | Số đơn vị/doanh số chứng nhận |
| --- | ----------- | ----------------------------- |
| Úc (ARIA) | Bạch kim    | 70.000^                       |
| Bỉ (BEA) | Vàng        | 15.000*                       |
| Đan Mạch (IFPI Đan Mạch) | Bạch kim    | 15.000^                       |
| Phần Lan (Musiikkituottajat) | Vàng        | 5,813                         |
| Đức (BVMI) | Vàng        | 250.000‡                      |
| Ý (FIMI) | Vàng        | 35.000‡                       |
| New Zealand (RMNZ) | Vàng        | 7.500*                        |
| Tây Ban Nha (PROMUSICAE) | Vàng        | 10.000*                       |
| Tây Ban Nha (PROMUSICAE) (kể từ 2015) | Vàng        | 30.000‡                       |
| Thụy Điển (GLF) | Vàng        | 10.000^                       |
| Anh Quốc (BPI) | Bạch kim    | 835,000                       |
| Hoa Kỳ (RIAA) | 6× Bạch kim | 6.000.000‡                    |
| * Chứng nhận dựa theo doanh số tiêu thụ. ^ Chứng nhận dựa theo doanh số nhập hàng. ‡ Chứng nhận dựa theo doanh số tiêu thụ và phát trực tuyến. |             |                               |